# Arbeitsgericht Neumünster
Das Arbeitsgericht Neumünster ist ein Gericht der deutschen Arbeitsgerichtsbarkeit in Schleswig-Holstein.

## Gerichtssitz und -bezirk
Das Gericht hat seinen Sitz in der Stadt Neumünster.
Der Gerichtsbezirk erstreckt sich auf die kreisfreie Stadt Neumünster und den Kreis Segeberg. Er ist ungefähr 1420 km2 groß. In ihm leben etwa 352.000 Einwohner.
Schleswig-Holsteins Justizministerin Kerstin von der Decken plante im Herbst 2024, Teile der Fachgerichtsbarkeit an einem Ort zu konzentrieren. Alle Arbeits- und Sozialgerichte in der Fläche würden dazu geschlossen und an einem noch zu bestimmenden Standort zusammengezogen. Es gäbe bei den Gerichtsgebäuden einen erheblichen Sanierungsstau, zudem sei es schwierig, die Organisationseinheiten personell aufrechtzuerhalten.

## Gerichtsgebäude
Das Gericht hat seinen Sitz in der Gartenstraße 24 im Kösterkontorhaus.

## Leitung
Ulf Kortstock ist Direktor des Gerichts.

## Übergeordnete Gerichte
Dem Arbeitsgericht ist das Landesarbeitsgericht Schleswig-Holstein übergeordnet, das seinen Sitz in Kiel hat. Im weiteren Rechtszug übergeordnet ist das Bundesarbeitsgericht in Erfurt,  bis 1999 in Kassel.

## Geschichte
Gemäß Arbeitsgerichtsgesetz vom 23. Dezember 1926 wurden in Deutschland Arbeitsgerichte gebildet. Diese waren nur in der ersten Instanz organisatorisch selbstständige Gerichte, die Landesarbeitsgerichte waren den Landgerichten zugeordnet. Am Landgericht Kiel entstand so 1927 das Landesarbeitsgericht Kiel als eines von drei Landesarbeitsgerichten im Bezirk des Oberlandesgerichts Kiel. In Neumünster entstand das Arbeitsgericht Neumünster. Sein Sprengel umfasste die Bezirke der Amtsgerichte Bad Bramstedt, Neumünster und Segeberg. Es bestand jeweils eine Kammer für Arbeiter, für Angestellte und für Handwerk.
Nach der Besetzung Deutschlands durch die Alliierten wurden 1945 zunächst alle Gerichte geschlossen. Die ordentlichen Gerichte wurden schon bald wieder eröffnet, während die Arbeitsgerichte zunächst nicht wieder eingerichtet wurden, so dass arbeitsgerichtliche Streitigkeiten von den ordentlichen Gerichten erledigt werden mussten. Gemäß Kontrollratsgesetz 21 sollten in Deutschland Arbeitsgerichte aufgebaut werden. Bei den Beratungen über die Umsetzung wurde als Maßstab gewählt, dass die Bezirke der Arbeitsgerichte denen der Arbeitsämter entsprechen sollten. Danach wurde das Arbeitsgericht Neumünster neu gebildet.

## Richter
- Willy Moritz Vorsitzender des Arbeitsgerichts